# Desperados: Wanted Dead or Alive
Pour les articles homonymes, voir Desperados.
Desperados : Wanted Dead or Alive est un jeu vidéo de tactique en temps réel développé par Spellbound Software et sorti en 2001 sur PC. Il se déroule dans un univers de western.
Le jeu a pour suites Western Commandos : La Revanche de Cooper et Helldorado.

## Synopsis
En 1881, à El Paso, une petite ville du Sud-Ouest des États-Unis près de la frontière mexicaine, une bande de desperados dévalise les trains de la célèbre compagnie de chemins de fer Twinnings & Co depuis quelques mois.
La direction de Twinnings & Co décide alors de réagir en promettant une récompense de 15 000 dollars à celui qui capturera le chef de la bande. Cependant, personne à El Paso n’ose se mesurer aux bandits, pas même le marshall, et c’est donc en toute impunité qu’ils poursuivent leurs méfaits.
Mais un chasseur de primes étranger, du nom de John Cooper, se rend auprès du sous-directeur de la Twinnings & Co pour lui annoncer qu'il entend bien le débarrasser des voleurs une fois pour toutes. Cooper rassemble un petit groupe d’anciens compères et entame une longue poursuite à travers le Sud-Ouest des États-Unis.

## Système de jeu

### Principes
Le jeu est un Commandos-like. Il s'agit d'un jeu d'infiltration en vue isométrique où le joueur dirige une équipe de personnages aux talents distincts qui doivent accomplir une mission précise par niveau sans se faire repérer ou tuer par leurs ennemis. Le cône de vision est présent, comme dans Commandos.
Bien qu'il s'inspire largement de Commandos, le jeu se démarque à travers plusieurs différences et innovations. Ainsi, des civils sont présents sur les cartes ; ils n'attaquent pas mais peuvent fuir et alerter les ennemis. De plus, le jeu possède un système de quick actions qui permet de faire mémoriser un ensemble d'actions à un personnage et de lui faire exécuter au moment voulu. Cette fonctionnalité permet de créer des actions simultanées pour plusieurs personnages.

### Personnages
L'équipe que dirige le joueur est constitué de six personnages. Initialement, seul Cooper est disponible mais les autres personnages le rejoignent progressivement dans l'aventure.
- John Cooper
- Samuel Williams
- Doc McCoy
- Kate O'Hara
- Pablo Sanchez
- Mia Yung

#### Distribution pour la version française
- Luc Bernard : John Cooper
- Jean Barney : Doc McCoy
- Bruno Dubernat : Samuel Williams
- Marie Vincent : Kate O'Hara
- Philippe Dumond : Clayton, Sanchez
- Henri Labussière : personnages divers
- Thierry Ragueneau : personnages divers
- Sophie Arthuys : personnages divers

## Le jeu
25 missions, dont 16 lieux, 4 revisités, et un – le dernier – se résumant à une salle en vue rapprochée dans laquelle le héros est confronté à l'ennemi.
Chaque mission fait partie du scénario, y compris les tutoriels. Les 21 animations correspondent étroitement aux missions ; il est donc nécessaire de jouer les missions et voir les animations afin de suivre le fil conducteur.
Le jeu se déroule principalement dans deux États des États-Unis d'Amérique : la Louisiane et le Nouveau-Mexique. Les missions comportant un astérisque (*) sont également des infiltrations.
Certaines courtes musiques du film Very Bad Things ont servi de musiques de fond au jeu (c'est le cas pour Marche funèbre).
| N° | Titre                                      | Lieu                                                     | Ambiance                     | Genre de mission       |
| -- | ------------------------------------------ | -------------------------------------------------------- | ---------------------------- | ---------------------- |
| 1  | Un vieil ami                               | Ville (Opelousas, Louisiane)                             | Jour, fête                   | Tutoriel               |
| 2  | Southern Comfort                           | Clayton's ranch                                          | Jour, exploitation des Noirs | Sauvetage              |
| 3  | Signaux de fumée                           | Chemin rocailleux près d’une rivière                     | Nuit                         | Tutoriel               |
| 4  | Pendez-le haut et court !                  | Ville (Jennings, Louisiane)                              | Jour, pendaison              | Sauvetage *            |
| 5  | La case de Doc McCoy                       | Marais (Swamp)                                           | Nuit                         | Tutoriel               |
| 6  | Coup de poker                              | Ville portuaire (Bâton-Rouge, Louisiane)                 | Soir, tournoi de poker       | Sauvetage *            |
| 7  | Les armes d’une femme                      | Ville (Opelousas, Louisiane)                             | Jour                         | Tutoriel               |
| 8  | Dans la gueule du loup                     | Hacienda isolée                                          | Jour                         | Infiltration           |
| 9  | Comme un voleur dans la nuit               | Bord du fleuve River Cross (Río Grande, Nouveau-Mexique) | Nuit                         | Infiltration           |
| 10 | Le nid d’aigle                             | Forteresse au pied d'une montagne                        | Jour                         | Capture *              |
| 11 | Traquenard au col du Serpent               | Crevasse (Snake Pass)                                    | Jour                         | Contre-attaque         |
| 12 | En fuite                                   | Ville (El Paso, Texas)                                   | Jour                         | Rassemblement, fuite * |
| 13 | Les murs de Fortezza                       | Prison (Fortezza)                                        | Nuit                         | Libération *           |
| 14 | Un homme nommé Grizzly                     | Forteresse au pied d'une montagne                        | Nuit                         | Tutoriel               |
| 15 | Danse avec le diable                       | Ville (Socorro, Nouveau-Mexique)                         | Jour                         | Infiltration           |
| 16 | Pour une poignée de dollars                | Ville (Socorro, Nouveau-Mexique)                         | Soir                         | Pillage d'une banque * |
| 17 | Pas de quartier                            | Repaire en montagne                                      | Nuit                         | Contre-attaque         |
| 18 | Le Bon, la Brute, le Truand et les autres… | Ville (Grants, Nouveau-Mexique)                          | Jour                         | Passage *              |
| 19 | Pour quelques dollars de moins             | Mine (Silver Creek)                                      | Jour                         | Infiltration           |
| 20 | Little China Girl                          | Repaire en forêt                                         | Jour                         | Tutoriel               |
| 21 | Entre deux fronts                          | Ville (Grants, Nouveau-Mexique)                          | Soir                         | Infiltration           |
| 22 | Du grabuge à Deadstone                     | Ville fantôme (Deadstone)                                | Jour, pluie                  | Sauvetage *            |
| 23 | Aux portes de l'enfer                      | Pied d'une montagne (Red Rock)                           | Jour                         | Infiltration           |
| 24 | Marche funèbre                             | Grotte (Red Rock)                                        |                              | Infiltration           |
| 25 | Inferno                                    | Bureau d'El Diablo (Red Rock)                            |                              | Action, vitesse        |

La démonstration est formée d'un niveau qui n'apparaît pas dans la version complète. Cependant, ce niveau fut intégré au remaster du jeu qui sortit en 2018.
| Titre              | Lieu                                 | Ambiance                                    | Genre de mission                         |
| ------------------ | ------------------------------------ | ------------------------------------------- | ---------------------------------------- |
| Demo (Santa Clara) | Ville (Santa Clara, Nouveau-Mexique) | Jour, terreur (ville aux mains de brigands) | Libération (du shérif comme de la ville) |

## Accueil
| Desperados            |      |       |
| Média                 | Pays | Notes |
| Computer Gaming World | US   | 4/5   |
| Gamekult              | FR   | 7/10  |
| GameSpot              | US   | 68 %  |
| Gen4                  | FR   | 16/20 |
| Jeuxvideo.com         | FR   | 16/20 |
| Joystick              | FR   | 91 %  |
| PC Gamer UK           | GB   | 86 %  |

## Suite
Une deuxième volet de ce jeu existe : Desperados 2, intitulée Western Commandos : La Revanche de Cooper en France. Ce second volet est néanmoins plus axé sur l'action et possède, en plus d'une vue isométrique zoomable et rotative, une vue entièrement à la troisième personne (c'est-à-dire une vue panoramique comme à la première personne, à l'exception que le joueur voit le personnage en plan approché, généralement 3/4 de dos).
Ce deuxième volet se nomme Western Commandos en France, contrairement aux autres pays dans lesquels le jeu s'appelle logiquement Desperados 2, à la suite d'un procès de la brasserie Fischer de Schiltigheim, non loin de Kehl où a été développé le jeu, produisant la bière Desperados.
Cette suite est elle-même suivie par l'add-on Helldorado.

## Rachat de la licence
Le 25 juin 2013, Nordic Games rachète Desperados et Silver à  Atari Inc. Nordic sortit une version remasterisée du jeu en 2018, ajoutant le niveau de démonstration au jeu, et permettant de jouer au jeu sur Linux.